# Monte San Giuliano
Monte San Giuliano este o arie protejată (arie specială de conservare — SAC, sit de importanță comunitară — SCI) din Italia întinsă pe o suprafață de 999 ha, din care 1 % marine.

## Localizare
Centrul sitului Monte San Giuliano este situat la coordonatele 38°02′28″N 12°34′16″E / 38.041111°N 12.571111°E.

## Înființare
Situl Monte San Giuliano a fost declarat sit de importanță comunitară în septembrie 1995 pentru a proteja 2 specii de plante și 7 specii de animale. Situl a fost protejat și ca arie specială de conservare în decembrie 2015.

## Biodiversitate
Situată în ecoregiunea mediteraneană, aria protejată conține 9 habitate naturale: Salicornia și alte specii anuale care populează regiunile mlăștinoase și nisipoase, Formațiuni scunde de Euphorbia în apropierea falezelor, Matorral arborescenți cu Laurus nobilis, Tufărișuri termo-mediteraneene și de pre-deșert, Păduri de Quercus ilex și Quercus rotundifolia, Faleze cu vegetație de Limonium spp. endemic de pe coastele mediteraneene, Recifuri, Pseudostepă cu ierburi și specii anuale de Thero-Brachypodietea, Pante stâncoase calcaroase cu vegetație casmofită.
La baza desemnării sitului se află mai multe specii protejate:
- plante (2): Dianthus rupicola, Ophrys lunulata
- păsări (7): ciocârlie-cu-degete-scurte (Calandrella brachydactyla), șoim călător (Falco peregrinus), sfrâncioc cu cap roșu (Lanius senator), pietrar mediteranean (Oenanthe hispanica), grangur (Oriolus oriolus), codroșul de pădure (Phoenicurus phoenicurus), turturică (Streptopelia turtur)

Pe lângă speciile protejate, pe teritoriul sitului au mai fost identificate 83 de specii de plante, 1 specie de mamifere, 1 specie de nevertebrate, 2 specii de reptile.